# Martin Campbell
Martin Campbell (født 24. oktober 1943) er en tv- og filminstruktør fra New Zealand.
Campbell er tilknyttet produktionen af et remake af Alfred Hitchcocks Fuglene.

## Udvalgte film
| Years | Title               | Notes                                              |
| ----- | ------------------- | -------------------------------------------------- |
| 1973  | The Sex Thief       |                                                    |
| 1975  | Three for All       |                                                    |
| 1975  | Eskimo Nell         |                                                    |
| 1976  | Intimate Games      | Uncredited                                         |
| 1988  | Criminal Law        |                                                    |
| 1991  | Defenseless         |                                                    |
| 1994  | No Escape           |                                                    |
| 1995  | GoldenEye           |                                                    |
| 1998  | The Mask of Zorro   |                                                    |
| 2000  | Vertical Limit      | Also producer                                      |
| 2003  | Beyond Borders      |                                                    |
| 2005  | The Legend of Zorro |                                                    |
| 2006  | Casino Royale       | Nomineret—BAFTA Award for Outstanding British Film |
| 2010  | Edge of Darkness    |                                                    |
| 2011  | Green Lantern       |                                                    |
| 2017  | The Foreigner       |                                                    |
| 2021  | The Protégé         |                                                    |
| 2022  | Memory              |                                                    |
| TBA   | Dirty Angels        | Also writer                                        |
| TBA   | Cleaner             |                                                    |